# Nowa Wieś Książęca
Nowa Wieś Książęca est une localité polonaise de la gmina de Bralin, située dans le powiat de Kępno en voïvodie de Grande-Pologne.